# 2019年世界陸上競技選手権大会ルワンダ選手団
2019年世界陸上競技選手権大会ルワンダ選手団は、2019年9月27日から10月6日までカタールのドーハで開催された第17回世界陸上競技選手権大会のルワンダ選手団。

## 選手団
- 人員: 選手 2人

## 選手名簿・結果
| 選手                           | 種目         | 決勝          | 決勝     |
| 選手                           | 種目         | 結果          | 順位     |
| ------------------------------ | ------------ | ------------- | -------- |
| フェリシアン・ムヒティラ       | 男子マラソン | 2時間16分21秒 | 22位     |
| クレメンティーヌ・ムカンダンガ | 女子マラソン | 途中棄権      | 途中棄権 |